# Kazimierz Maliszewski
Kazimierz Maliszewski (ur. 4 lipca 1950 w Rudnikach) – polski historyk, specjalizujący się w historii nowożytnej. 
W 1968 roku ukończył Liceum Ogólnokształcące im. Stefana Żeromskiego w Iławie i podjął studia historyczne na Uniwersytecie Mikołaja Kopernika w Toruniu. Po ich ukończeniu, w 1973 roku, przez rok uczył historii w liceum w Iławie. W 1974 roku został zatrudniony w Zakładzie Historii Powszechnej i Polski XVI-XVIII w. Uniwersytetu Mikołaja Kopernika w Toruniu. 
Stopień naukowy doktora nauk humanistycznych uzyskał w 1979 roku. Tematem jego rozprawy doktorskiej był Jakub Kazimierz Rubinkowski – szlachcic, mieszczanin toruński, erudyta barokowy, a promotorem Jerzy Wojtowicz. Stopień naukowy doktora habilitowanego uzyskał na UMK w 1990 roku, na podstawie rozprawy Obraz świata i Rzeczypospolitej w polskich gazetach rękopiśmiennych z okresu późnego baroku: studium z dziejów kształtowania się i rozpowszechniania sarmackich stereotypów wiedzy i informacji o „theatrum mundi”.
W 2002 roku otrzymał tytuł profesora nauk humanistycznych. Od 1994 roku pełni funkcję kierownika Zakładu Metodologii Dydaktyki Historii i Wiedzy o Społeczeństwie Uniwersytetu Mikołaja Kopernika.

## Wybrane publikacje
- Obraz świata i Rzeczypospolitej w polskich gazetach rękopiśmiennych z okresu późnego baroku: studium z dziejów kształtowania się i rozpowszechniania sarmackich stereotypów wiedzy i informacji o "theatrum mundi": [rozprawa habilitacyjna]  (1990, ISBN 83-231-0239-2)
- Komunikacja społeczna w kulturze staropolskiej: studia z dziejów kształtowania się form i treści społecznego przekazu w Rzeczypospolitej szlacheckiej  (2001, ISBN 83-231-1298-3)
- W kręgu staropolskich wyobrażeń o świecie  (2006, ISBN 83-88162-44-6)
- Z dziejów staropolskiej kultury i cywilizacji (2010, ISBN 978-83-88162-59-6)